# ماهی بهشتی
ماهی بهشتی، بهشت ماهی و یا گورامی بهشتی (Macropodus opercularis) گونه ای ماهی شیرین از خانواده گورامی هاست که در بیشتر آبهای شیرین در شرق آسیا از شبه جزیره کره تا شمال ویتنام یافت می شود. این گونه می تواند تا ۶٫۷ سانتیمتر (۲ ۵⁄۸ اینچ) نیز رشد کند، اگرچه بیشتر آنها فقط تا حدود ۵٫۵ سانتیمتر (۲ ۳⁄۱۶ اینچ)  رشد میکنند.  گورامی های بهشتی یکی از اولین ماهی های زینتی در دسترس آکواریوم داران غربی بودند که در سال 1869 توسط وارد کننده فرانسوی ماهی آکواریومی پیر کاربونیر در پاریس، به کشور فرانسه وارد شد. ماهی بهشتی یکی از پرخاشگرترین اعضای خانواده خود است. تهاجمی تر از گورامی های سه نقطه ای است و در عین حال ماهیتش کمتر از کوبتیل است که کمتر نگهداری می شود.

## زیستگاه و رژیم غذایی
گورامی های بهشتی طیف وسیعی از شرایط آب را میتوانند تحمل کنند و در هر دو آب خنک و گرم به طور یکسان زنده می مانند. در طبیعت، آنها بیشتر در آب های کم عمق حاوی پوشش گیاهی متراکم مانند باتلاق، برکه ها یا مزارع برنج یافت می شوند.  با این حال آنها را می توان در آبگیرهای باز یا حتی ساده ترین آکواریوم های گرم نشده نگهداری کرد. آنها تقریباً هر نوع غذایی را می خورند، اما باید یک رژیم غذایی با پروتئین بالا (بر خلاف غذاهای گیاهی) به آنها داده شود. آنها همچنین لارو پشه، کرم سیاه، میگو آرتمیا و مگس های کوچک را نیز می خورند.

## در آکواریوم خانگی

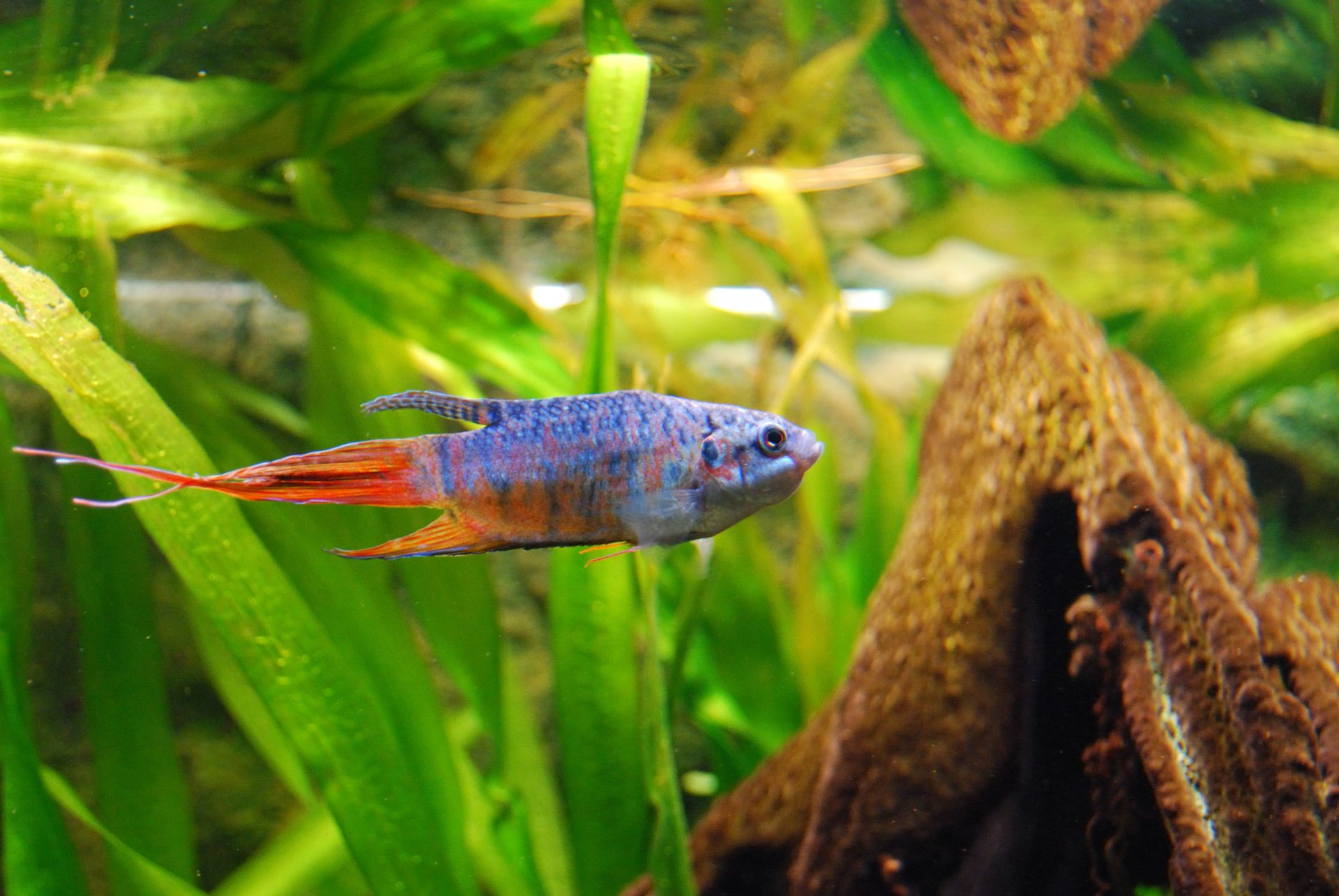
یک گورامی بهشتی نر در آکواریوم خانگی

گورامی های نر بهشتی را باید از هم جدا نگه داشت، زیرا آنها با قفل کردن آرواره های همدیگر به شدت مبارزه می کنند. یک نر را می توان با ماده ها نگه داشت. ماده ها نیز ممکن است به صورت گروهی در کنار هم نگهداری شوند. تگهداری گورامی های بهشتی به آکواریومی با حداقل 75 لیتر تا 115 لیتر نیاز دارد. مخزن باید به خوبی باید با ترکیبی از گیاهان کاشته و سنگ پوشیده شود.

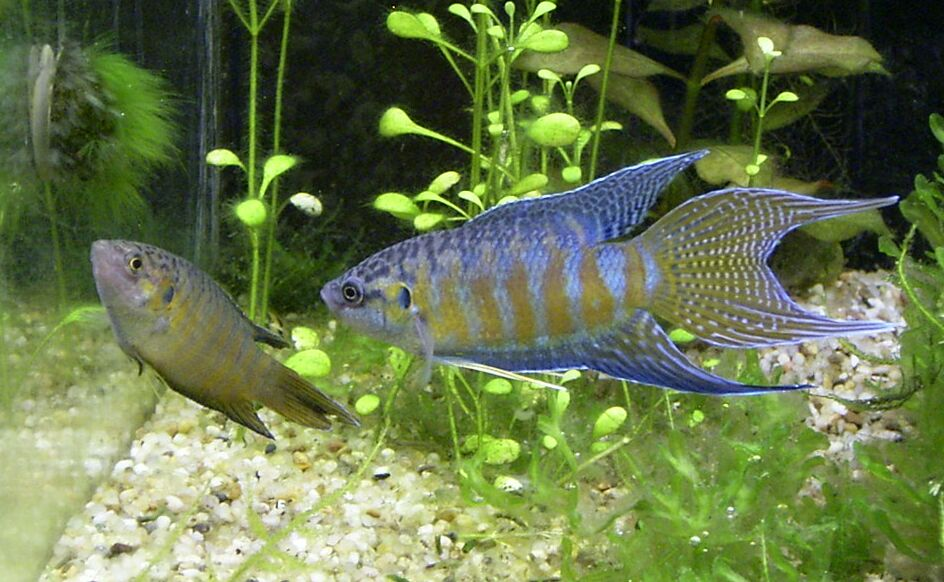
تعیین جنسیت در گورامی های بهشتی آسان است، نرها در مقایسه با ماده ها رنگارنگ تر و زیباتر و باله های بلندتری دارند.